# Atiusalangaan
De atiusalangaan (Aerodramus sawtelli; synoniem: Collocalia sawtelli) is een vogel uit de familie Apodidae (gierzwaluwen). Deze soort is endemisch op de Cookeilanden in het zuidelijke deel van de Grote Oceaan.

## Kenmerken
Deze salangaan is 10 cm lang. Het is een kleine, donkere, geheel roetkleurig bruin gekleurde gierzwaluw. De staart is recht afgesneden en van onder is de vogel iets lichter gekleurd. De vogel laat klik-geluiden horen die hij gebruikt als echolocatie.

## Verspreiding en leefgebied
Deze soort komt alleen voor op Atiu, hoewel er onbevestigde waarnemingen zijn van levende vogels en botresten op andere eilanden binnen de archipel. De vogels foerageren al vliegend boven natuurlijke bossen, maar ook over agrarisch gebied, maar mijden onbegroeide koraalriffen. Deze salanganen nestelen in de zogenoemde Copekagrotten van Atiu (vandaar: Copekabird). Deze kalksteengrotten liggen in natuurlijk bos, midden op het eiland.

## Status
De atiusalangaan heeft een beperkt verspreidingsgebied en daardoor is de kans op uitsterven aanwezig. De grootte van de populatie werd in 2016 door BirdLife International geschat op 400 individuen. Er zijn aanwijzingen dat de vogel in de vorige eeuw in grotere aantallen voorkwam. Mogelijk is het huidige aantal stabiel. De vogels blijven kwetsbaar voor verstoring door toeristen en omdat landkrabben jongen die uit het nest vallen en nog niet kunnen vliegen, aanvallen en opeten. Om deze redenen staat deze soort als kwetsbaar op de Rode Lijst van de IUCN.